# Marcus Gayle
Marcus Anthony Gayle (* 27. September 1970 in Hammersmith) ist ein in England geborener ehemaliger jamaikanischer Fußballspieler. Der Stürmer, der im späten Karriereverlauf auch als Innenverteidiger eingesetzt wurde, war vor allem als Spieler in und um London für den FC Brentford, den FC Wimbledon und den FC Watford bekannt. Dazu absolvierte er 18 Länderspiele für Jamaika und war Teilnehmer bei der Fußball-WM 1998 in Frankreich.

## Sportlicher Werdegang

### Vereinskarriere

#### FC Brentford (1988–1994)
Der in London geborene Gayle begann seine Laufbahn 1988 im Westen der Stadt beim FC Brentford. In der dritten Liga kam er zunächst nur bei zwölf Partien zum Einsatz und blieb dabei torlos. Weitaus erfolgreicher war im Jahr 1990 ein Leihengagement in Finnland für Kuopion PS, als er für den amtierenden Pokalsieger neun Tore in 22 Ligaspielen der 1990er Saison beisteuerte und damit vereinsintern bester Torschütze war. Unter Brentfords neuem Trainer Phil Holder war er dann zur Saison 1990/91 Stammspieler des Teams, das die Aufstiegs-Playoffs erreichte, dort aber bereits im Halbfinale dem späteren Sieger Tranmere Rovers unterlag. Im Jahr darauf gelang der Aufstieg in die Zweitklassigkeit über die Drittligameisterschaft, wobei Gayle sechs Treffer in 38 Ligapartien beisteuerte. In der folgenden Zweitligasaison 1992/93 sah es lange nach einem sicheren Klassenerhalt aus und Gayle ging mit dem FC Brentford als Tabellenzehnter ins neue Jahr, bevor eine Serie sportlicher Rückschläge für den Absturz auf Rang 22 und den erneuten Abstieg in die dritte Liga sorgte. Dort blieb Gayle dem Klub zunächst treu, bevor er im März 1994 dem Ruf aus der Premier League erlag und für die Ablösesumme von 250.000 Pfund zum ebenfalls in London beheimateten FC Wimbledon wechselte. Dabei folgte er seinem Ex-Sturmpartner Gary Blissett, der im Sommer zuvor denselben Weg gewählt hätte, und schloss mit dem neuen Klub in der Saison 1993/94 auf einem respektablen sechs Rang ab. Dabei blieb er zwar in den zehn Spielen torlos, aber das Team gewann 7-mal und spielte zweimal Remis.

#### FC Wimbledon (1994–2001)
In den folgenden sieben Jahren bis März 2001 war Gayle eine feste Größe im Team der „Dons“, wobei er seine persönlich erfolgreichste Zeit in der Saison 1996/97 verlebte. Neben acht Premier-League-Toren erreichte er in beiden heimischen Pokalwettbewerben das Halbfinale und scheiterte dort am jeweils späteren Sieger FC Chelsea (FA Cup) bzw. Leicester City (Ligapokal). Besondere Aufmerksamkeit erlangte Gayles 1:0-Siegtor im Februar 1997 gegen das deutlich favorisierte Manchester United. Anschließend folgte der sportliche Abwärtstrend und nach dem achten Rang in der Saison 1996/97 orientierte sich Gayle mit dem FC Wimbledon in der unteren Tabellenhälfte. Gayle war oft zweiter Angreifer in einem 2-Mann-Sturm neben Mittelstürmern wie Dean Holdsworth und Efan Ekoku oder je nach System als linker Flügelstürmer eingesetzt, wobei seine Stärken in der Beidfüßigkeit, dem Trickreichtum und guten Flanken lagen, mit denen er oft Treffer vorbereitete. Damit blieb seine eigene Ligatorausbeute pro Saison aber zumeist einstellig, mit einer einzigen Ausnahme in der Spielzeit 1998/99, als Gayle mit zehn Treffern Toptorjäger seines Vereins war. Was sich in den Jahren zuvor angekündigt hatte, wurde zum Ende der Saison 1999/2000 Realität, als die 0:2-Niederlage am letzten Spieltag gegen den FC Southampton den Abstieg aus der Premier League bedeutete (bei einem gleichzeitigen Überraschungssieg des Konkurrenten Bradford City gegen den FC Liverpool).
Wie in Brentford blieb Gayle auch nun seinem Klub nach dem Abstieg zunächst erhalten und wechselte dann doch im März 2001 (noch vor Ablauf der Saison) – nunmehr für 900.000 Pfund nach Schottland zu den Glasgow Rangers. Dieses Engagement stellte sich schnell als Missverständnis heraus. Gayle kam nur zu vier Ligaeinsätzen für die Rangers, wurde früh in die U-23-Nachwuchsauswahl abgeschoben und aufgrund seiner mangelnden Torgefährlichkeit wieder bei erstbester Gelegenheit nach England zurückverkauft. Hier schloss er sich dem Zweitligisten FC Watford unter dem damaligen Trainer Gianluca Vialli an.

#### FC Watford (2001–2005)
Unter Viallis Ägide verlief die Saison 2001/02 für Watford frustrierend. Neben Gayle mussten zahlreiche Neuzugänge integriert werden und die meisten Verpflichtungen erfüllten nicht die Erwartungen. Als dann Ray Lewington Viallis Nachfolge antrat, wurde Gayle anlässlich von Kaderproblemen zum Innenverteidiger umfunktioniert. Dies gelang letztlich derart gut, dass Gayle zum Ende der Spielzeit 2002/03 zum vereinsintern besten Spieler ausgezeichnet wurde. Dazu erreichte er mit Watford das Halbfinale im FA Cup, konnte dort jedoch nur noch kurz vor Ende zum 1:2-Endstand gegen den FC Southampton verkürzen.
Nach einer weiterhin ansprechenden Saison 2003/04 fehlte er im darauffolgenden Jahr oft verletzungsbedingt und nur zwei Tage nach Lewingtons Entlassung verließ Gayle den Verein im März 2005.

#### Karriereausklang (2005–2008)
Ablösefrei kehrte Gayle zum FC Brentford zurück, der mittlerweile nur noch in der dritthöchsten Spielklasse aktiv war. Unter Trainer Martin Allen schlug sich das neu aufgebaute Team trotz eines schmalen Budgets gut und scheiterte nur knapp in den Jahren 2005 und 2006 in den Aufstiegs-Playoffs. Es folgte ein Engagement in der fünftklassigen Conference National für Aldershot Town unter Cheftrainer Terry Brown. Dort gelang ihm im Spiel gegen die Kidderminster Harriers der einzige Hattrick in seiner Fußballerkarriere – in weniger als zehn Minuten. Kurz darauf erlitt er einen Bänderriss, der ihn für vier Monate außer Gefecht setzte.
Im Mai 2007 folgte Gayle Terry Brown zum fünf Jahre zuvor gegründeten AFC Wimbledon in die Isthmian League und in seiner letzten Saison führte er den Klub zum Aufstieg. Mit seinem Tor gegen Maidenhead United war er zudem der erste Spieler, der für beide Wimbledon-Klubs getroffen hatte.

### Jamaikanische Nationalmannschaft
Gayle war zunächst für die englische U-18-Nachwuchsmannschaft aktiv (brach sich dort in seinem einzigen Spiel das Bein), entschied sich jedoch später dafür, aufgrund seiner väterlichen Herkunft Jamaika zu vertreten. Er debütierte im Februar 1998 beim überraschenden 0:0 gegen Brasilien im Gold Cup, in dem Jamaika erst im Halbfinale gegen den späteren Titelträger Mexiko ausschied (gleichzeitig Gayles drittes Länderspiel). Später im Jahr war Gayle im jamaikanischen Kader anlässlich der WM-Endrunde in Frankreich. Hier schied Jamaika bereits in der Vorrunde aus und Gayles einziger Einsatz fand beim dritten Spiel gegen Japan statt, das mit 2:1 gewonnen wurde.
Ab September 1999 war Gayle Kapitän der jamaikanische Nationalmannschaft, bevor er sich im Februar 2000 mit seinem 18. Länderspiel gegen Honduras (0:2) verabschiedete.

## Aktivitäten nach der Fußballerlaufbahn
Nach dem Playoff-Sieg gegen Staines Town, der Wimbledon den Aufstieg in die Conference South gesichert hatte, verkündete Gayle seinen Rücktritt als aktiver Spieler. Im September 2008 übernahm er die Betreuung der Wimbledoner Reservemannschaft. Nach vier Jahren wechselte er dann in die Cheftrainerrolle von Staines Town. Dort sicherte er dem Klub in der Saison 2012/13 den Klassenerhalt in der Conference South. In dieser Funktion arbeitete er bis zu seiner Entlassung im Dezember 2014 nach einer Serie von schwachen Leistungen.
Seit Januar 2020 übernimmt Gayle bei seinem Ex-Klub aus Brentford die Rolle eines Botschafters.